# Gertrud Herrbruck
Gertrud Herrbruck (Pirmasens, 27 de julio de 1926-Pirmasens, 7 de junio de 2021) fue una deportista alemana que compitió para la RFA en natación. Ganó una medalla de plata en el Campeonato Europeo de Natación de 1950, en la prueba de 100 m espalda.

## Palmarés internacional
| Campeonato Europeo | Campeonato Europeo | Campeonato Europeo | Campeonato Europeo |
| Año                | Lugar              | Medalla            | Prueba             |
| ------------------ | ------------------ | ------------------ | ------------------ |
| 1950               | Viena (Austria)    | Medalla de plata   | 100 m espalda      |